# Sophie Ellis-Bextor
Sophie Michelle Ellis-Bextor (* 10. dubna 1979 Londýn, Spojené království) je britská popová zpěvačka a textařka.

## Biografie
Narodila se v Londýně do rodiny Jannet Ellisové, herečky a později moderátorky televizního programu BBC pro děti Blue Peter a filmového režiséra Robina Bextora. Její rodiče se rozvedli, když měla 4 roky. Má 3 sestry a 2 bratry. Navštěvovala Godolphin and Latymer School v londýnské čtvrti Hammersmith. Je vdaná za baskytaristu skupiny The Feeling Richarda Jonesa, s kterým má 5 synů.
Její oficiální internetová stránka, jakož i její alba, uvádí její příjmení, které vzniklo spojením příjmení jejích rodičů, se spojovníkem. Jiné zdroje ho však uvádějí jako dvě samostatné příjmení bez spojovníku.

### Hudební kariéra
Svoji hudební kariéru zahájila roku 1997, když se stala členkou hudební skupiny Theaudience, ve které působila jako zpěvačka. Ještě stále jako členku skupiny ji čtenáři britského hudebního časopisu Melody Maker zvolili za nejhezčí osobnost rockové hudby. Theaudience vydali jenom jedno (eponymní) album a v prosinci roku 1998 se po odchodu kytaristy Billyho Reevesa rozpadli. Ještě téhož roku Sophie Ellis-Bextor nahrála duet se skupinou Manic Street Preachers "Black Holes for the Young", který byl vydán jako b-strana k jejich singlu "The Everlasting".

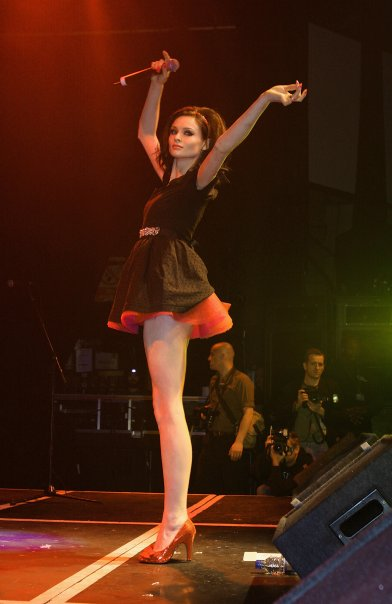
Sophie Ellis-Bextor

Po rozpadu skupiny se rozhodla věnovat modelingu, ale později se rozhodla vrátit k hudbě. V roce 2000 spolupracovala s italským DJem Spillerem na skladbě "Groovejet (If This Ain't Love)". Skladba se okamžitě stala hitem. První týden se umístila na první příčce britské hitparády singlů, přičemž se jí podařilo odstavit nový singl Victorie Beckhamové "Out of Your Mind", který se umístil na druhém místě. Od tohoto okamžiku se o obou zpěvačkách začalo mluvit jako rivalkách.
Její píseň vyhrála během roku mnohá ocenění, mezi jinými i taneční skladbu roku nebo singl roku 2000 (podle časopisu Melody Maker). V londýnských novinách Metro se "Groovejet (If This Ain't Love)" umístil na deváté příčce v žebříčku nejlepších písní, které se kdy dostaly na první místo britské hitparády. Taktéž byla finalistou soutěže The Record of the Year.
V roce 2001 vydala své první debutové album Read My Lips, které se dostalo již v prvním týdnu na druhé místo britského žebříčku. Z alba vydala celkově 4 singly, které se umístily v první dvacítce singlového řebříčku. Její verze písně "Take Me Home" od Cher dosáhla na druhé místo, podobně jako "Murder on the Dancefloor". Skladby "Get Over You"/"Move This Mountain" a "Music Gets The Best of Me" se dostaly v roce 2002 na 3. a 14. místo.
V roce 2002 bylo album Read My Lips vydáno v reedici s novými skladbami. Kromě jiného byla nominována v kategorii "Nejlepší britská zpěvačka" na udílení cen Brit Awards
Později byla nominována znovu v letech 2003 a 2004.
Její druhé album Shoot from the Hip vyšel v říjnu 2003. Album dosáhlo menšího komerčního úspěchu než jeho předchůdce, dostalo se "jenom" na 19. místo. Naproti tomu oba singly z alba – "Mixed Up World" (#7) a "I Won't Change You" (#9) - se dostaly do první desítky singlového žebříčku. V této době se znovu začalo vzpomínat na rivalitu s Victorii Beckhamovou, jejíž singl "This Groove/Let Your Head Go" dosáhl na 3. místo, tedy výše než "I Won't Change You".
Po vydání alba porodila a rozhodla se naplno věnovat svým mateřským povinnostem. V roce 2005 spolupracovala s duem Busface na skladbě "Circles (Just My Good Time)". Singl vyšel pod pseudonymem "Mademoiselle E.B." (franc.: Slečna E.B.), aby píseň nebyla považována za singl z její následujícího alba.
V roku 2006 se stala novou tváří britské módní značky Monsoon, přičemž vystřídala modelku Sophie Dahlovou. Nabídku stát se tváří značky luxusního spodního prádla Agent Provocateur odmítla. Kontrakt získala druhá v pořadí - Kylie Minogue.
Její třetí album vyšlo v roce 2007 pod názvem Trip The Light Fantastic. První singl "Catch You" vyšel v lednu 2007.

## Diskografie

### Alba
- Read My Lips (3. září 2001)
- Shoot from the Hip (27. října 2003)
- Trip the Light Fantastic (17. května 2007)
- Make s Scene (18. dubna 2011)
- Wanderlust (20. ledna 2014)
- Familia (2. září 2016)
- Kitchen Disco – Live at the London Palladium (25. listopad 2022)
- Hana (2. června 2023)

### Singly
- 2000 Groovejet (If This Ain't Love) (jako Spiller feat. Sophie Ellis-Bextor)
- 2001 Take Me Home
- 2001 Murder on the Dancefloor
- 2002 Get Over You/Move This Mountain
- 2002 Music Gets The Best of Me
- 2003 Mixed Up World
- 2003 I Won't Change You
- 2005 Circles (Just My Good Time) (jako Busface feat. Mademoiselle E.B.)
- 2007 Catch You
- 2007 Me and My Imagination
- 2007 Today the Sun's on Us
- 2009 Heartbreak (Make Me a Dancer)
- 2010 Bittersweet
- 2011 Off & On
- 2011 Starlight
- 2012 Revolution
- 2013 Young Blood
- 2014 Runaway Daydreamer
- 2014 Love Is a Camera
- 2014 The Deer & the Wolf
- 2016 Come With Us
- 2016 Crystallise